# Mahmoud Ag Aghaly
Mahmoud Ag Aghaly  est un homme politique azawadi qui est président du bureau politique du MNLA et président du comité exécutif dirigeant l'État indépendant autoproclamé de l'Azawad depuis le 6 avril 2012. Son mandat a pris fin le 15 juin 2012 et il a été remplacé par Bilal Ag Acherif. Aghaly est un ancien enseignant et homme d'affaires.